# Statistiche e record di Michael Jordan
In questa pagina sono presenti i record realizzati da Michael Jordan quando era cestista.

## Statistiche
| † | Denota le stagioni in cui Jordan ha vinto il titolo |
| * | Primo nella lega                                    |
| * | Record                                              |

### NCAA
| Anno       | Squadra             | PG  | PT  | MP   | TC%  | 3P%  | TL%  | RP  | AP  | PRP | SP  | PP   |
| ---------- | ------------------- | --- | --- | ---- | ---- | ---- | ---- | --- | --- | --- | --- | ---- |
| 1981-1982† | N. Carol. Tar Heels | 34  | 34  | 31,7 | 53,4 | –    | 72,2 | 4,4 | 1,8 | 1,2 | 0,2 | 13,5 |
| 1982-1983  | N. Carol. Tar Heels | 36  | 36  | 30,9 | 53,5 | 44,7 | 73,7 | 5,5 | 1,6 | 2,2 | 0,8 | 20,0 |
| 1983-1984  | N. Carol. Tar Heels | 31  | 31  | 29,5 | 55,1 | –    | 77,9 | 5,3 | 2,1 | 1,6 | 1,1 | 19,6 |
| Carriera   | Carriera            | 101 | 101 | 30,8 | 54,0 | 44,7 | 74,8 | 5,0 | 1,8 | 1,7 | 0,7 | 17,7 |

### NBA

#### Regular season
| Anno       | Squadra       | PG   | PT   | MP    | TC%  | 3P%  | TL%  | RP  | AP  | PRP  | SP  | PP    |
| ---------- | ------------- | ---- | ---- | ----- | ---- | ---- | ---- | --- | --- | ---- | --- | ----- |
| 1984-1985  | Chicago Bulls | 82   | 82   | 38,3  | 51,5 | 17,3 | 84,5 | 6,5 | 5,9 | 2,4  | 0,8 | 28,2  |
| 1985-1986  | Chicago Bulls | 18   | 7    | 25,1  | 45,7 | 16,7 | 84,0 | 3,6 | 2,9 | 2,1  | 1,2 | 22,7  |
| 1986-1987  | Chicago Bulls | 82   | 82   | 40,0  | 48,2 | 18,2 | 85,7 | 5,2 | 4,6 | 2,9  | 1,5 | 37,1* |
| 1987-1988  | Chicago Bulls | 82   | 82   | 40,4* | 53,5 | 13,2 | 84,1 | 5,5 | 5,9 | 3,2* | 1,6 | 35,0* |
| 1988-1989  | Chicago Bulls | 81   | 81   | 40,2* | 53,8 | 27,6 | 85,0 | 8,0 | 8,0 | 2,9  | 0,8 | 32,5* |
| 1989-1990  | Chicago Bulls | 82   | 82   | 39,0  | 52,6 | 37,6 | 84,8 | 6,9 | 6,3 | 2,8* | 0,7 | 33,6* |
| 1990-1991† | Chicago Bulls | 82   | 82   | 37,0  | 53,9 | 31,2 | 85,1 | 6,0 | 5,5 | 2,7  | 1,0 | 31,5* |
| 1991-1992† | Chicago Bulls | 80   | 80   | 38,8  | 51,9 | 27,0 | 83,2 | 6,4 | 6,1 | 2,3  | 0,9 | 30,1* |
| 1992-1993† | Chicago Bulls | 78   | 78   | 39,3  | 49,5 | 35,2 | 83,7 | 6,7 | 5,5 | 2,8* | 0,8 | 32,6* |
| 1994-1995  | Chicago Bulls | 17   | 17   | 39,3  | 41,1 | 50,0 | 80,1 | 6,9 | 5,3 | 1,8  | 0,8 | 26,9  |
| 1995-1996† | Chicago Bulls | 82   | 82   | 37,7  | 49,5 | 42,7 | 83,4 | 6,6 | 4,3 | 2,2  | 0,5 | 30,4* |
| 1996-1997† | Chicago Bulls | 82   | 82   | 37,9  | 48,6 | 37,4 | 83,3 | 5,9 | 4,3 | 1,7  | 0,5 | 29,6* |
| 1997-1998† | Chicago Bulls | 82   | 82   | 38,8  | 46,5 | 23,8 | 78,4 | 5,8 | 3,5 | 1,7  | 0,5 | 28,7* |
| 2001-2002  | Wash. Wizards | 60   | 53   | 34,9  | 41,6 | 18,9 | 79,0 | 5,7 | 5,2 | 1,4  | 0,4 | 22,9  |
| 2002-2003  | Wash. Wizards | 82   | 67   | 37,0  | 44,5 | 29,1 | 82,1 | 6,1 | 3,8 | 1,5  | 0,5 | 20,0  |
| Carriera   | Carriera      | 1072 | 1039 | 38,3  | 49,7 | 32,7 | 83,5 | 6,2 | 5,3 | 2,3  | 0,8 | 30,1* |
| All-Star   | All-Star      | 13   | 13   | 29,4  | 47,2 | 27,3 | 75,0 | 4,7 | 4,2 | 2,8  | 0,5 | 20,2  |

#### Playoffs
| Anno     | Squadra       | PG  | PT  | MP    | TC%  | 3P%   | TL%  | RP  | AP  | PRP  | SP  | PP    |
| -------- | ------------- | --- | --- | ----- | ---- | ----- | ---- | --- | --- | ---- | --- | ----- |
| 1985     | Chicago Bulls | 4   | 4   | 42,8* | 43,6 | 12,5  | 82,8 | 5,8 | 8,5 | 2,8* | 1,0 | 29,3  |
| 1986     | Chicago Bulls | 3   | 3   | 45,0  | 50,5 | 100,0 | 87,2 | 6,3 | 5,7 | 2,3  | 1,3 | 43,7* |
| 1987     | Chicago Bulls | 3   | 3   | 42,7  | 41,7 | 40,0  | 89,7 | 7,0 | 6,0 | 2,0  | 2,3 | 35,7* |
| 1988     | Chicago Bulls | 10  | 10  | 42,7  | 53,1 | 33,3  | 86,9 | 7,1 | 4,7 | 2,4  | 1,1 | 36,3  |
| 1989     | Chicago Bulls | 17  | 17  | 42,2  | 51,0 | 28,6  | 79,9 | 7,0 | 7,6 | 2,5  | 0,8 | 34,8* |
| 1990     | Chicago Bulls | 16  | 16  | 42,1  | 51,4 | 32,0  | 83,6 | 7,2 | 6,8 | 2,8* | 0,9 | 36,7* |
| 1991†    | Chicago Bulls | 17  | 17  | 40,5  | 52,4 | 38,5  | 84,5 | 6,4 | 8,4 | 2,4  | 1,4 | 31,1* |
| 1992†    | Chicago Bulls | 22  | 22  | 41,8  | 49,9 | 38,6  | 85,7 | 6,2 | 5,8 | 2,0  | 0,7 | 34,5* |
| 1993†    | Chicago Bulls | 19  | 19  | 41,2  | 47,5 | 38,9  | 80,5 | 6,7 | 6,0 | 2,1  | 0,9 | 35,1* |
| 1995     | Chicago Bulls | 10  | 10  | 42,0  | 48,4 | 36,7  | 81,0 | 6,5 | 4,5 | 2,3  | 1,4 | 31,5  |
| 1996†    | Chicago Bulls | 18  | 18  | 40,7  | 45,9 | 40,3  | 81,8 | 4,9 | 4,1 | 1,8  | 0,3 | 30,7* |
| 1997†    | Chicago Bulls | 19  | 19  | 42,3  | 45,6 | 19,4  | 83,1 | 7,9 | 4,8 | 1,6  | 0,9 | 31,1* |
| 1998†    | Chicago Bulls | 21  | 21  | 41,5  | 46,2 | 30,2  | 81,2 | 5,1 | 3,5 | 1,5  | 0,6 | 32,4* |
| Carriera | Carriera      | 179 | 179 | 41,8  | 48,7 | 33,2  | 82,8 | 6,4 | 5,7 | 2,1  | 0,8 | 33,4* |

#### Massimi in carriera
- Massimo di punti: 69 vs. Cleveland Cavaliers (28 marzo 1990)[1]
- Massimo di rimbalzi: 19 vs. Philadelphia 76ers (15 maggio 1991)
- Massimo di assist: 17 vs. Portland Trail Blazers (24 marzo 1989)
- Massimo di palle rubate: 10 vs. New Jersey Nets (29 gennaio 1988)
- Massimo di stoppate: 6 vs. Seattle SuperSonics (2 dicembre 1986)
- Massimo di minuti giocati: 57 vs. Phoenix Suns (13 giugno 1993)

### Record
- 10 volte miglior marcatore della NBA (record assoluto): 1987, 1988, 1989, 1990, 1991, 1992, 1993, 1996, 1997, 1998.[2]
- Miglior marcatore della NBA per 7 stagioni consecutive (record assoluto condiviso con Wilt Chamberlain): dal 1987 al 1993.[2]
- Più alta media punti nella storia della NBA: 30,12.[3][4]
- Più alta media punti a partita nei play-off: 33,4.[5]
- Più alta media punti in una serie di finale: 41, nel 1993 contro i Phoenix Suns.[6]
- Punti segnati in un tempo di una finale: 35, nel 1992 contro i Portland Trail Blazers.[7]
- Punti segnati in una gara di play-off: 63, nel 1986 contro i Boston Celtics.[8]
- Giocatore più volte inserito nel quintetto difensivo ideale: 9 (record condiviso con Kobe Bryant, Kevin Garnett e Gary Payton).[9]
- Primo giocatore a realizzare una "tripla doppia" all'NBA All-Star Game (nel 1997).[10]
- 11 volte maggior numero di punti totali realizzati in stagione NBA (record)
- 9 volte maggior numero di tiri da due punti realizzati in stagione NBA (record)
- 10 volte maggior numero di tiri dal campo realizzati in stagione NBA (record)
- Quinto miglior marcatore di sempre sommando ABA e NBA
- Quinto miglior marcatore di sempre NBA
- Quarto miglior giocatore per palle rubate di sempre NBA
- Terzo migliore giocatore di sempre per palle rubate a partita NBA in regular season (2,35 palle rubate a partita)

### Cronologia presenze e punti in Nazionale
| Cronologia completa delle presenze e dei punti in Nazionale - Stati Uniti | Cronologia completa delle presenze e dei punti in Nazionale - Stati Uniti | Cronologia completa delle presenze e dei punti in Nazionale - Stati Uniti | Cronologia completa delle presenze e dei punti in Nazionale - Stati Uniti | Cronologia completa delle presenze e dei punti in Nazionale - Stati Uniti | Cronologia completa delle presenze e dei punti in Nazionale - Stati Uniti | Cronologia completa delle presenze e dei punti in Nazionale - Stati Uniti | Cronologia completa delle presenze e dei punti in Nazionale - Stati Uniti |
| Data                                                                      | Città                                                                     | In casa                                                                   | Risultato                                                                 | Ospiti                                                                    | Competizione                                                              | Punti                                                                     | Note                                                                      |
| ------------------------------------------------------------------------- | ------------------------------------------------------------------------- | ------------------------------------------------------------------------- | ------------------------------------------------------------------------- | ------------------------------------------------------------------------- | ------------------------------------------------------------------------- | ------------------------------------------------------------------------- | ------------------------------------------------------------------------- |
| 15-8-1983                                                                 | Caracas                                                                   | Stati Uniti                                                               | 74 - 63                                                                   | Messico                                                                   | Giochi panamericani 1983 - Fase iniziale                                  | 11                                                                        | [ 11 ] [ 12 ]                                                             |
| 16-8-1983                                                                 | Caracas                                                                   | Stati Uniti                                                               | 72 - 69                                                                   | Brasile                                                                   | Giochi panamericani 1983 - Fase iniziale                                  | 27                                                                        | [ 11 ] [ 12 ]                                                             |
| 20-8-1983                                                                 | Caracas                                                                   | Stati Uniti                                                               | 78 - 65                                                                   | Venezuela                                                                 | Giochi panamericani 1983 - Fase iniziale                                  | 9                                                                         | [ 11 ] [ 12 ]                                                             |
| 23-8-1983                                                                 | Caracas                                                                   | Stati Uniti                                                               | 111 - 97                                                                  | Canada                                                                    | Giochi panamericani 1983 - Fase finale                                    | 20                                                                        | [ 11 ] [ 12 ]                                                             |
| 24-8-1983                                                                 | Caracas                                                                   | Stati Uniti                                                               | 81 - 68                                                                   | Messico                                                                   | Giochi panamericani 1983 - Fase finale                                    | 18                                                                        | [ 11 ] [ 12 ]                                                             |
| 25-8-1983                                                                 | Caracas                                                                   | Stati Uniti                                                               | 88 - 68                                                                   | Argentina                                                                 | Giochi panamericani 1983 - Fase finale                                    | 24                                                                        | [ 11 ] [ 12 ]                                                             |
| 26-8-1983                                                                 | Caracas                                                                   | Stati Uniti                                                               | 87 - 79                                                                   | Brasile                                                                   | Giochi panamericani 1983 - Fase finale                                    | 16                                                                        | [ 11 ] [ 12 ]                                                             |
| 27-8-1983                                                                 | Caracas                                                                   | Stati Uniti                                                               | 101 - 85                                                                  | Porto Rico                                                                | Giochi panamericani 1983 - Fase finale                                    | 13                                                                        | [ 11 ] [ 12 ]                                                             |
| 29-7-1984                                                                 | Los Angeles                                                               | Stati Uniti                                                               | 97 - 49                                                                   | Cina                                                                      | Olimpiadi 1984 - Fase a gironi                                            | 14                                                                        | [ 11 ] [ 13 ]                                                             |
| 31-7-1984                                                                 | Los Angeles                                                               | Stati Uniti                                                               | 89 - 68                                                                   | Canada                                                                    | Olimpiadi 1984 - Fase a gironi                                            | 20                                                                        | [ 11 ] [ 13 ]                                                             |
| 1-8-1984                                                                  | Los Angeles                                                               | Stati Uniti                                                               | 104 - 68                                                                  | Uruguay                                                                   | Olimpiadi 1984 - Fase a gironi                                            | 16                                                                        | [ 11 ] [ 13 ]                                                             |
| 3-8-1984                                                                  | Los Angeles                                                               | Stati Uniti                                                               | 120 - 62                                                                  | Francia                                                                   | Olimpiadi 1984 - Fase a gironi                                            | 16                                                                        | [ 11 ] [ 13 ]                                                             |
| 4-8-1984                                                                  | Los Angeles                                                               | Stati Uniti                                                               | 101 - 68                                                                  | Spagna                                                                    | Olimpiadi 1984 - Fase a gironi                                            | 24                                                                        | [ 11 ] [ 13 ]                                                             |
| 6-8-1984                                                                  | Los Angeles                                                               | Stati Uniti                                                               | 78 - 67                                                                   | Germania                                                                  | Olimpiadi 1984 - Quarti di finale                                         | 14                                                                        | [ 11 ] [ 13 ]                                                             |
| 8-8-1984                                                                  | Los Angeles                                                               | Stati Uniti                                                               | 78 - 59                                                                   | Canada                                                                    | Olimpiadi 1984 - Semifinale                                               | 13                                                                        | [ 11 ] [ 13 ]                                                             |
| 10-8-1984                                                                 | Los Angeles                                                               | Stati Uniti                                                               | 96 - 65                                                                   | Spagna                                                                    | Olimpiadi 1984 - Finale                                                   | 20                                                                        | [ 11 ] [ 13 ]                                                             |
| 28-6-1992                                                                 | Portland                                                                  | Stati Uniti                                                               | 136 - 57                                                                  | Cuba                                                                      | Americas Ch'ship 1992 - Fase a gironi                                     | 6                                                                         | [ 11 ] [ 14 ]                                                             |
| 29-6-1992                                                                 | Portland                                                                  | Stati Uniti                                                               | 105 - 61                                                                  | Canada                                                                    | Americas Ch'ship 1992 - Fase a gironi                                     | 14                                                                        | [ 11 ] [ 14 ]                                                             |
| 30-6-1992                                                                 | Portland                                                                  | Stati Uniti                                                               | 112 - 52                                                                  | Panama                                                                    | Americas Ch'ship 1992 - Fase a gironi                                     | 15                                                                        | [ 11 ] [ 14 ]                                                             |
| 1-7-1992                                                                  | Portland                                                                  | Stati Uniti                                                               | 128 - 87                                                                  | Argentina                                                                 | Americas Ch'ship 1992 - Fase a gironi                                     | 24                                                                        | [ 11 ] [ 14 ]                                                             |
| 3-7-1992                                                                  | Portland                                                                  | Porto Rico                                                                | 81 - 119                                                                  | Stati Uniti                                                               | Americas Ch'ship 1992 - Semifinale                                        | 10                                                                        | [ 11 ] [ 14 ]                                                             |
| 5-7-1992                                                                  | Portland                                                                  | Venezuela                                                                 | 80 - 127                                                                  | Stati Uniti                                                               | Americas Ch'ship 1992 - Finale                                            | 7                                                                         | [ 11 ] [ 14 ]                                                             |
| 21-7-1992                                                                 | Principato di Monaco                                                      | Francia                                                                   | 71 - 111                                                                  | Stati Uniti                                                               | Amichevole                                                                | 21                                                                        | [ 11 ] [ 15 ]                                                             |
| 26-7-1992                                                                 | Barcellona                                                                | Angola                                                                    | 48 - 116                                                                  | Stati Uniti                                                               | Olimpiadi 1992 - Fase a gironi                                            | 10                                                                        | [ 11 ] [ 16 ]                                                             |
| 27-7-1992                                                                 | Barcellona                                                                | Croazia                                                                   | 70 - 113                                                                  | Stati Uniti                                                               | Olimpiadi 1992 - Fase a gironi                                            | 21                                                                        | [ 11 ] [ 16 ]                                                             |
| 29-7-1992                                                                 | Barcellona                                                                | Stati Uniti                                                               | 111 - 68                                                                  | Germania                                                                  | Olimpiadi 1992 - Fase a gironi                                            | 15                                                                        | [ 11 ] [ 16 ]                                                             |
| 31-7-1992                                                                 | Barcellona                                                                | Stati Uniti                                                               | 127 - 83                                                                  | Brasile                                                                   | Olimpiadi 1992 - Fase a gironi                                            | 15                                                                        | [ 11 ] [ 16 ]                                                             |
| 2-8-1992                                                                  | Barcellona                                                                | Spagna                                                                    | 81 - 122                                                                  | Stati Uniti                                                               | Olimpiadi 1992 - Fase a gironi                                            | 11                                                                        | [ 11 ] [ 16 ]                                                             |
| 4-8-1992                                                                  | Barcellona                                                                | Stati Uniti                                                               | 115 - 77                                                                  | Porto Rico                                                                | Olimpiadi 1992 - Quarti di finale                                         | 4                                                                         | [ 11 ] [ 16 ]                                                             |
| 6-8-1992                                                                  | Barcellona                                                                | Stati Uniti                                                               | 127 - 76                                                                  | Lituania                                                                  | Olimpiadi 1992 - Semifinale                                               | 21                                                                        | [ 11 ] [ 16 ]                                                             |
| 8-8-1992                                                                  | Barcellona                                                                | Stati Uniti                                                               | 117 - 85                                                                  | Croazia                                                                   | Olimpiadi 1992 - Finale                                                   | 22                                                                        | [ 11 ] [ 16 ]                                                             |
| Totale                                                                    |                                                                           | Presenze                                                                  | 31                                                                        |                                                                           | Punti                                                                     | 491                                                                       |                                                                           |